# Смбат IV Багратуні
Смбат IV Багатопереможець (вірм. Սմբատ Դ Բագրատունի; д/н —616/617) — марзпан Перської Вірменії в 604—611 роках.

## Життєпис
Син Манвела Багратуні. Про молоді роки обмаль відомостей. 584 року за зверненням візантійського імператора Маврикія, який опинився в складній ситуації через вторгнення аварів, Смбат Багратуні разом з Сааком Маміконяном рушили до Константинополя на чолі 2-тисячної кінноти. Брав участь у бойових діях до 587 року, за що був винагороджений імператором.
589 року з невідомих причин очолив повстання проти Візантії, але зазнав поразки, потрапив у полон й був відправлений до Константинополя. Тут був засуджений на поталу ведмедя. В останню хвилину перед стратою помилуваний імператором Маврикієм. Втім відповідно за розповіддю вірменського історика Себеоса Смбат спочатку, вбив голіруч ведмедя, потім бика, зрештою лева. Тоді присутні на іподоромі стали закликати до помилування Багратуні, що й сталося. Смбата Багратуні було заслано на якісь далекі острови, згодом до Африканського екзархату.
Близько 595 року втік до Вірменії, де поступив на службу до перського шаха Хосрова II, який призначив Баграту марзпаном Гірканії. У 596/600 році брав участь у придушенні повстання Вістахма в Хорасані. Того ж року відкликаний до Ктесифону, де призначений молодшим міністром фінансів.
604 (за іншими відомостями 607) року призначено марзпаном Вірменії. Надзвичайні повноваження Смбата IV дозволили йому підтвердити авторитет перського шаха в провінції, відновити престиж Вірменської апостольської церкви, скликавши Двінський собор, який обрав нового католікоса Авраама I Албатанеці, придушив опозицію з боку православного вірменського єпископату. У 608 році отримав почесний титул хосровшун («Радість або задоволення Хосрова») і почесне ім'я Базмайалт («Багатопереможець»). 608 року наказав відновити церкву Св. Георгія в Двіні.
609 року очолив військову кампанію проти ефталітів, завдавши тим поразки. Зберігав посаду марзпана до 611 року. Ймовірно у 610—613 роках брав участь у перших кампаніях проти Візантії. В подальшому Смбат Багратуні перебрався до Ктесифонту, де мешкав при дворі шаха. Помер 616 або 617 року.